# منتخب الإمبراطورية الروسية لكرة القدم
منتخب الإمبراطورية الروسية الوطني لكرة القدم (الروسية: Сборная Российской империи по футболу) هو ممثل الإمبراطورية الروسية الرسمي في المنافسات الدولية في كرة القدم في فئة كرة القدم للرجال من 1910 إلى 1914.

## قائمة مباريات المنتخب

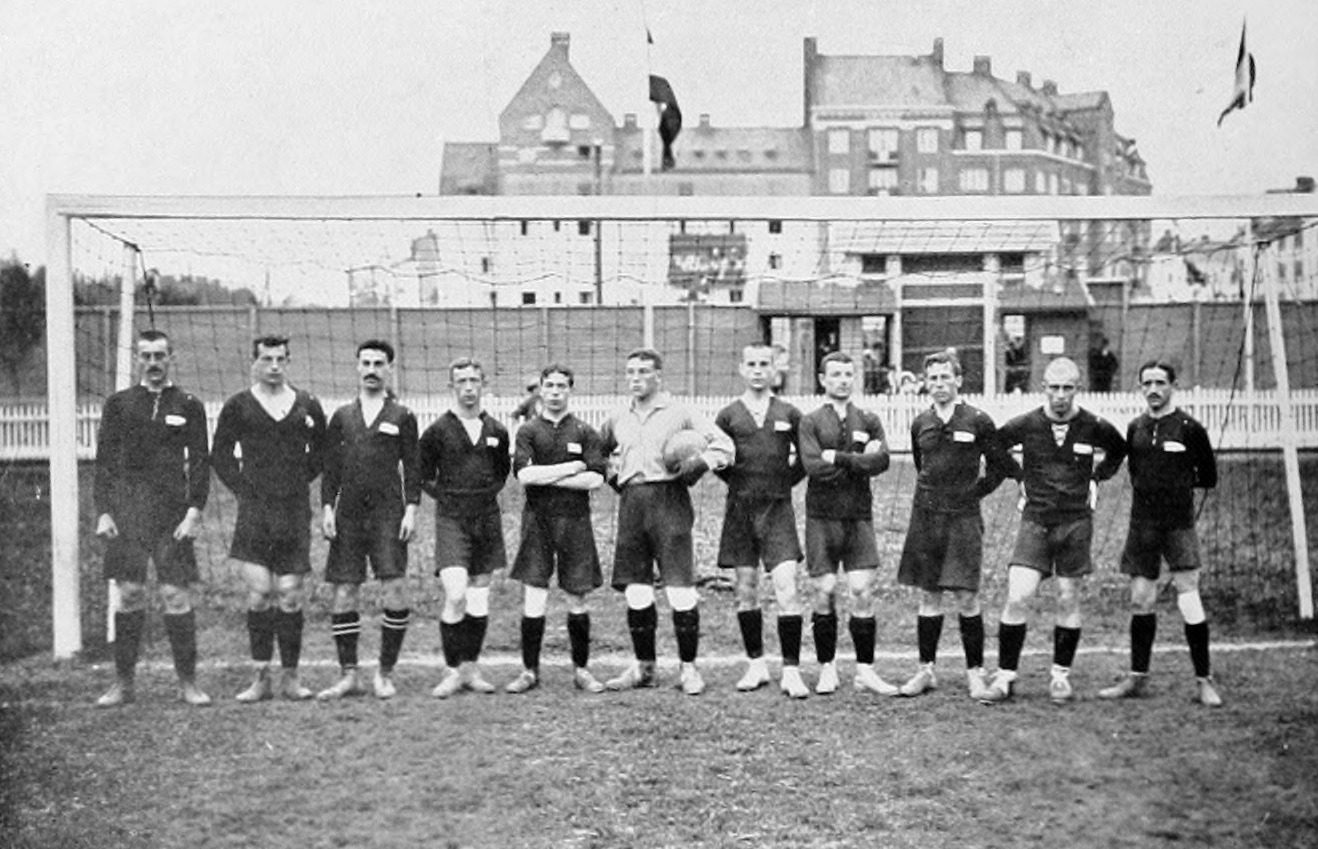
فريق الإمبراطورية الروسية في أولمبياد 1912.

لعب منتخب الإمبراطورية الروسية لكرة القدم 8 مباريات رسمية و 8 ودية دولية بين أكتوبر 1910 ويوليو 1914.